# Rekowe
Rekowe(niem. Rekowen, w latach 1938–1945 Reckau) – osada leśna w Polsce położona w województwie warmińsko-mazurskim, w powiecie szczycieńskim, w gminie Jedwabno.
W latach 1975–1998 miejscowość administracyjnie należała do województwa olsztyńskiego.